# Cofradía del Moyo

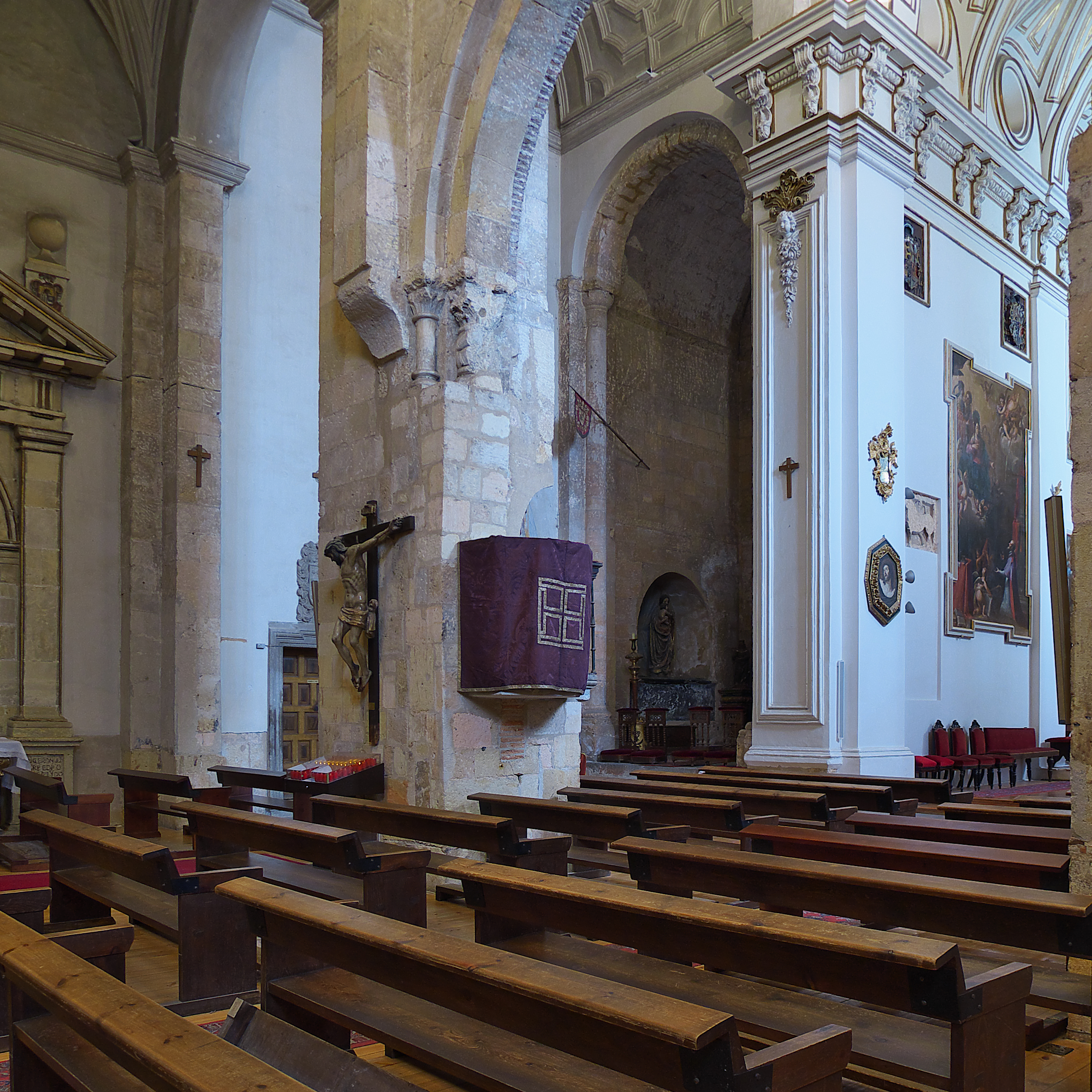
En el centro de la fotografía del interior de la iglesia de San Martín en cuyo centro se aprecia el ábside románico que alberga la capilla donde se reunía la cofradía.

La Cofradía del Moyo fue una asociación religiosa desaparecida en Segovia, limitada a la nobleza.

## Historia
De acuerdo con la tradición fue fundada por el futuro Enrique IV, antes de acceder al trono, cuando este era señor de Segovia (desde 1439 a 1453). 
Su sede se encontraba en la iglesia de San Martín de Segovia, en concreto en la capilla correspondiente al ábside derecho de la cabecera de la iglesia. Esta capilla estaba dedicada al Descendimiento o a la Virgen del Racimo. Esta capilla era patronato de los Arias-Dávila.
Fueron miembros de esta cofradía distintos miembros de los consejos del Rey, por ejemplo:
- Pablo Fernández de Contreras, I conde de Alcudia; que sería nombrado consejero del Consejo de Guerra en 1664.[2]

- Luis Jerónimo de Contreras, I conde de Cobatillas; que sería consejero del de Hacienda en 1661.[3]

## Descripción
Estuvo dedicada a San Martín de Tours, titular de la iglesia donde se reunía.  
Su número de miembros se limitaba a 16 caballeros nobles. En la muerte de uno de ellos, heredaba la posición su hijo primogénito. En caso de no dejar el cofrade fallecido hijos varones, el resto de cofrades elegía a un nuevo cofrade de entre aquellos caballeros de la Junta de Nobles Linajes de la ciudad. De esta forma, la cofradía daba por probada la nobleza del candidato.  
La pertenencia a esta cofradía era considerada como prueba de nobleza positiva para la obtención un hábito de las órdenes militares.